# Delia tumidula
Delia tumidula este o specie de muște din genul Delia, familia Anthomyiidae, descrisă de Ringdahl în anul 1949. Conform Catalogue of Life specia Delia tumidula nu are subspecii cunoscute.